# Vasili Rakov
Vasili Ivánovich Rakov (en ruso: Василий Иванович Раков; San Petersburgo, Imperio ruso, 26 de enerojul./ 8 de febrero de 1909greg. – Moscú, Rusia, 28 de diciembre de 1996) fue un piloto de la Fuerza Aérea Soviética que recibió dos veces el título de Héroe de la Unión Soviética en 1940 y 1945 por sus acciones en la Guerra de Invierno y la Segunda Guerra Mundial respectivamente; luego, permaneció en el ejército, donde alcanzó el rango de mayor general.

## Biografía

### Infancia y juventud
Vasili Rakov nació el 8 de febrero de 1909 en San Petersburgo, en el seno de una familia rusa de clase trabajadora. Después de comenzar sus estudios en 1917, él y su familia se vieron obligados a abandonar Petrogrado y marcharse al campo debido a la hambruna que siguió a la revolución rusa, y permanecieron allí hasta 1925. Al año siguiente completó su educación inicial, después de lo cual asistió a la escuela de oficios, de la que se graduó en 1927, después de graduarse comenzó a trabajar en un aserradero local. Mientras trabajaba, continuó su educación en una escuela nocturna, de la que completó tres clases en 1928 antes de ingresar en el Ejército Rojo en diciembre.
Después de ingresar en el ejército en diciembre de 1928, comenzó a asistir a la Escuela de la Fuerza Aérea Militar de Leningrado, en la que se graduó en 1929. Desde entonces hasta enero de 1931 asistió a la Escuela de Pilotos de Aviación Militar de Kacha, y varios meses después se graduó en la Escuela de Aviación Militar de Pilotos Navales de Sebastopol. Desde entonces hasta 1935 estuvo asignado en el 62.º Destacamento de Aviación de Reconocimiento Naval Independiente, y desde entonces hasta diciembre de 1937 formó parte del 19.º Escuadrón de Aviación de Reconocimiento Naval Independiente. Al año siguiente se graduó de los Cursos de Entrenamiento Avanzado de Aviación Superior de Lípetsk, posteriormente, fue nombrado comandante de escuadrón del 57.º Regimiento de Aviación de Bombarderos de Alta Velocidad de la Flota del Báltico. Se convirtió en miembro del Partido Comunista en 1932.

### Guerra de invierno
En noviembre de 1939, entró en combate en la Guerra de Invierno. En su papel de comandante de escuadrón, realizó 40 incursiones en el bombardero Túpolev SB. Por sus acciones en los primeros meses de la guerra se le concedió el título de Héroe de la Unión Soviética el 7 de febrero de 1940, tras lo cual siguió volando en combate. Más tarde ese mismo mes participó en el rescate de una tripulación de vuelo que había sido derribada por cazas finlandeses; los tres miembros de la tripulación del avión resultaron heridos. Rakov recogió al piloto y lo llevó de regreso en un Po-2, y su colega salvó al navegante y al operador de radio. Después de la guerra, fue ascendido a comandante de la 63.ª Brigada de Aviación de Bombarderos de la Flota del Mar Negro, puesto en el que permaneció hasta diciembre de 1940.

### Segunda Guerra Mundial

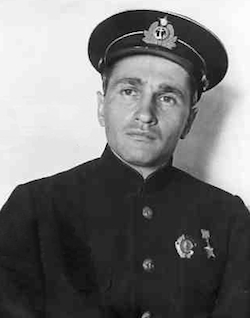
Fotografía de Vasili Rakov en 1940, cuando era comandante de la 63.ª Brigada de Aviación de Bombarderos de la Flota del Mar Negro

En febrero de 1942, se graduó en la Academia Naval Kuznetsov en Leningrado, Rakov fue destinado al frente de guerra como comandante de la 2.ª Brigada de Aviación Marítima de la Fuerza Aérea de la Flota del Mar Negro. Allí participó en la defensa de Sebastopol. Durante una misión derribó un He-111 durante una misión a los mandos de un hidroavión Beriev MP-1. Después la caída de la ciudad en julio de 1942, ayudó en la formación de regimientos de aviación naval detrás de la línea del frente, con sede en Samara. A partir de enero de 1943, estuvo al mando del 13.º Regimiento de Aviación Naval, pero después de un accidente de vuelo que resultó en la muerte de tres tripulaciones de vuelo de la unidad, fue degradado al rango de mayor y relevado del mando del regimiento.
Después, voló como comandante de escuadrón en el 73.º Regimiento de Aviación de Bombarderos en la Flota del Báltico, que más tarde fue honrado con la designación de guardias y renombrado como 12.º Regimiento de Guardias. Allí, combatió durante el sitio de Leningrado y logró detener temporalmente el avance de las tropas del eje anotando un impacto directo en el puente que estaban cruzando, usando un Pe-2. En febrero de 1944 fue ascendido a subcomandante de la 9.ª División de Aviación de Ataque, que utilizaba aviones de caza Il-2, Yak-7 y Yak-9. Pronto fue ascendido a comandante de división en abril de 1944, lo que provocó que se le prohibiera volar en misiones de combate, por lo que en mayo se convirtió en el comandante del 12.º Regimiento de Aviación de Bombarderos en Picado de la Guardia.
Con este regimiento, voló en misiones de combate sobre una gran variedad de ciudades bálticas, además de planificar operaciones. Una de esas operaciones fue un ataque al crucero alemán Niobe (antiguo HNLMS Gelderland), que fue confundido con el buque de defensa costera finlandés Väinämöinen. Su unidad intentó hundirle el 12 de julio de 1944, pero fracasó. A las 18:49h del 16 de julio de 1944 fue hundido, gracias a la participación de aviones de ataque y caza. Rakov voló en la misión con otro piloto, el capitán Dmitri Kudymov. El Niobe se convirtió en el barco alemán más grande hundido únicamente por la aviación soviética durante la guerra. Al día siguiente, Rakov fue nominado para el título de Héroe de la Unión Soviética por haber realizado 68 incursiones y haber participado en el hundimiento del Niobe. Lo recibió menos de una semana después, el 22 de julio. Más tarde ese mismo año, el 14 de septiembre, durante una misión en un Pe-2, fue derribado, pero logró realizar un aterrizaje de emergencia en un aeródromo en la Lituania controlada por los soviéticos. En febrero de 1945 fue retirado del combate y nombrado subcomandante de la 10.ª División de Entrenamiento de Bombarderos en Picado, donde permaneció hasta abril.
Durante la guerra, realizó aproximadamente 170 salidas de combate y participó en el hundimiento de doce barcos enemigos, utilizando una gran variedad de aviones, incluidos el MBR-2, Che-2 y Pe-2.

### Posguerra
Después de graduarse en la Academia Militar del Estado Mayor de las Fuerzas Armadas de la URSS, en enero de 1946, Rakov asumió el mando de la 10.ª División de Aviación de Bombarderos en Picado, que se convirtió en una unidad torpedera-minadora en marzo de 1947. En noviembre de 1948, fue asignado a la Academia Naval de Leningrado, donde permaneció hasta su jubilación en 1971. Mientras formaba parte de la academia, participó en una amplia variedad de proyectos, se graduó del Instituto Militar de Lenguas Extranjeras en 1951, obtuvo el rango de mayor general en 1958 y se fue de viaje, a Indonesia, en 1964.
Rakov escribió tres libros de memorias antes de morir el 28 de diciembre de 1996 en San Petersburgo, fue enterrado en el cementerio Nikolsky.

## Condecoraciones
A lo largo de su extensa carrera militar Vasili Rakov recibió las siguientes condecoracionesː
- Héroe de la Unión Soviética, dos veces (7 de febrero de 1940, 22 de julio de 1944)
- Orden de Lenin, dos veces (7 de febrero de 1940, 1954)
- Orden de la Bandera Roja, tres veces (23 de agosto de 1943, 22 de junio de 1944, 1948)
- Orden de la Guerra Patria de 1.er grado, dos veces (1945, 11 de marzo de 1985)
- Orden de la Estrella Roja (3 de noviembre de 1944)
- Medalla por la Defensa de Leningrado (1943)
- Medalla por la Defensa de Sebastopol (1944)
- Medalla por la Victoria sobre Alemania en la Gran Guerra Patria 1941-1945 (1945)
- Medalla de Veterano de las Fuerzas Armadas de la URSS
- Medalla Conmemorativa del 20.º Aniversario de la Victoria en la Gran Guerra Patria de 1941-1945
- Medalla Conmemorativa del 30.º Aniversario de la Victoria en la Gran Guerra Patria de 1941-1945
- Medalla Conmemorativa del 40.º Aniversario de la Victoria en la Gran Guerra Patria de 1941-1945
- Medalla Conmemorativa del 50.º Aniversario de la Victoria en la Gran Guerra Patria de 1941-1945
- Medalla del 30.º Aniversario de las Fuerzas Armadas de la URSS
- Medalla del 40.º Aniversario de las Fuerzas Armadas de la URSS
- Medalla del 50.º Aniversario de las Fuerzas Armadas de la URSS
- Medalla del 60.º Aniversario de las Fuerzas Armadas de la URSS
- Medalla del 70.º Aniversario de las Fuerzas Armadas de la URSS
- Arma nominal (1959)